# Museo de Belenes
El Museo de Belenes está situado en la ciudad española de Alicante, en una casa antigua rehabilitada del casco antiguo de la ciudad en la que aún se conserva el aljibe.
Fue inaugurado en el año 1997 por la Asociación de Belenistas de Alicante con el patrocinio del Ayuntamiento de la ciudad.
Su colección comprende figuras españolas, así como numerosas otras procedentes de otros países de Europa, África, América y Asia. También expone muchos trabajos belenistas que son renovados periódicamente.